# مادران جوان
مادران جوان (فرانسوی: Jeunes mères‎) یک فیلم درام محصول سال ۲۰۲۵ است که توسط ژان-پیر و لوک داردن نویسندگی، کارگردانی و تهیه شده است. کریستل کورنیل، لوسی لاروئل، بابت فربک، الزا هوبن، جانائنا هالوی فوکان و سامیا حلمی در این فیلم بازی کرده‌اند.
مادران جوان نخستین نمایش جهانی خود را در بخش رقابتی اصلی جشنواره فیلم کن ۲۰۲۵ در تاریخ ۲۳ مه ۲۰۲۵ تجربه کرد و توانست جایزه بهترین فیلمنامه را از آن خود کند.